# Campeonato da Nova Zelândia de Ciclismo em Estrada
Os Campeonatos da Nova Zelândia de Ciclismo em Estrada organizam-se anualmente desde o ano 2000 para determinar o campeão ciclista da Nova Zelândia de cada ano. O título outorga-se ao vencedor de uma única corrida. O vencedor obtém o direito a portar um maillot com as cores da bandeira neozelandesa até ao Campeonato da Nova Zelândia do ano seguinte.

## Palmarés

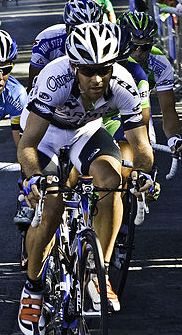
Julian Dean com o maillot de campeão de Nova Zelândia em 2008

| Ano  | Ganhador         | Segundo          | Terceiro         |
| 1934 | F. Groose        | -                | -                |
| 1935 | R. Triner        | -                | -                |
| 1936 | E. Huges         | -                | -                |
| 1937 | John Brown       | -                | -                |
| 1938 | Charles Hanson   | -                | -                |
| 1939 | Não celebrado    | Não celebrado    | Não celebrado    |
| 1940 | Não celebrado    | Não celebrado    | Não celebrado    |
| 1941 | Não celebrado    | Não celebrado    | Não celebrado    |
| 1942 | Não celebrado    | Não celebrado    | Não celebrado    |
| 1943 | Não celebrado    | Não celebrado    | Não celebrado    |
| 1944 | Não celebrado    | Não celebrado    | Não celebrado    |
| 1945 | Nick Carter      | -                | -                |
| 1946 | Nick Carter      | -                | -                |
| 1947 | Nick Carter      | -                | -                |
| 1948 | A. Mobberley     | -                | -                |
| 1949 | Thomas Carter    | -                | -                |
| 1950 | Erroll Lambert   | -                | -                |
| 1951 | A. Sweeney       | -                | -                |
| 1952 | Lance Payne      | -                | -                |
| 1953 | Neil Geraghty    | -                | -                |
| 1954 | Lance Payne      | -                | -                |
| 1955 | T. Lankow        | -                | -                |
| 1956 | L. Parris        | -                | -                |
| 1957 | Dick Johnstone   | -                | -                |
| 1958 | Lance Payne      | -                | -                |
| 1959 | A. Ganderton     | -                | -                |
| 1960 | R. Peoples       | -                | -                |
| 1961 | Richie Thomson   | -                | -                |
| 1962 | Laurence Byers   | -                | -                |
| 1963 | Anthony Ineson   | -                | -                |
| 1964 | G. Grey          | -                | -                |
| 1965 | Não celebrado    | Não celebrado    | Não celebrado    |
| 1966 | G. Hill          | -                | -                |
| 1967 | John Dean        | -                | -                |
| 1968 | Mark Davis       | -                | -                |
| 1969 | Bruce Biddle     | -                | -                |
| 1970 | Neil Lyster      | -                | -                |
| 1971 | Vernon Hanaray   | -                | -                |
| 1972 | Lyn Cooper       | -                | -                |
| 1973 | Vernon Hanaray   | -                | -                |
| 1974 | J. Ryder         | -                | -                |
| 1975 | P. Neale         | -                | -                |
| 1976 | Blair Stockwell  | -                | -                |
| 1977 | Vernon Hanaray   | -                | -                |
| 1978 | Jack Swart       | -                | -                |
| 1979 | Jack Swart       | -                | -                |
| 1980 | Roger Sumich     | -                | -                |
| 1981 | Jack Swart       | -                | -                |
| 1982 | Stephen Cox      | -                | -                |
| 1983 | E. Ou'Brien      | -                | -                |
| 1984 | Jack Swart       | -                | -                |
| 1985 | Paul Medhurst    | Peter Cox        | Karl Stratton    |
| 1986 | Bruce Storrie    | -                | -                |
| 1987 | Graeme Miller    | -                | -                |
| 1988 | Brian Fowler     | -                | -                |
| 1989 | Brian Fowler     | -                | -                |
| 1994 | Ewan McMaster    | Brian Fowler     | Ric Reid         |
| 1995 | Norman Shattock  | Glenn McLeay     | Mark Rendell     |
| 1996 | Ric Reid         | Gordon McCauley  | Mark Rendell     |
| 1997 | Gordon McCauley  | Brian Fowler     | Stuart Lowe      |
| 1998 | Glen Mitchell    | David Lee        | John Hume        |
| 1999 | Glen Mitchell    | Graeme Miller    | Francis De Jager |
| 2000 | Glen Thompson    | Greg Henderson   | Timothy Carswell |
| 2001 | Gordon McCauley  | Stuart Lowe      | Brendan Vesty    |
| 2002 | Gordon McCauley  | Hayden Godfrey   | Jeremy Yates     |
| 2003 | Heath Blackgrove | Glen Mitchell    | Robin Reid       |
| 2004 | Heath Blackgrove | Justin Kerr      | Hayden Roulston  |
| 2005 | Gordon McCauley  | Glen Mitchell    | Hayden Godfrey   |
| 2006 | Hayden Roulston  | Hayden Godfrey   | Robin Reid       |
| 2007 | Julian Dean      | Heath Blackgrove | Gordon McCauley  |
| 2008 | Julian Dean      | Heath Blackgrove | Scott Lyttle     |
| 2009 | Gordon McCauley  | Joseph Cooper    | Jason Allen      |
| 2010 | Jack Bauer       | Hayden Roulston  | Julian Dean      |
| 2011 | Hayden Roulston  | Greg Henderson   | Jeremy Yates     |
| 2012 | Michael Vink     | James Williamson | Patrick Bevin    |
| 2013 | Hayden Roulston  | George Bennett   | James Oram       |
| 2014 | Hayden Roulston  | Jack Bauer       | Tom Davison      |
| 2015 | Joseph Cooper    | Tom Davison      | Jason Christie   |
| 2016 | Jason Christie   | Dion Smith       | Hamish Schreurs  |
| 2017 | Joseph Cooper    | Jason Christie   | Dion Smith       |
| 2018 | Jason Christie   | Hayden McCormick | Michael Torckler |
| 2019 | James Fouché     | Kees Duyvesteyn  | Thomas Scully    |

## Estatísticas

### Mais vitórias
| Ciclista         | Vitórias | Anos                          |
| ---------------- | -------- | ----------------------------- |
| Gordon McCauley  | 5        | 1997, 2001, 2002, 2005 e 2009 |
| Hayden Roulston  | 4        | 2006, 2011, 2013 e 2014       |
| Jack Swart       | 4        | 1978, 1979, 1981 e 1984       |
| Nick Carter      | 3        | 1945, 1946 e 1947             |
| Lance Payne      | 3        | 1952, 1954 e 1958             |
| Vernon Hanaray   | 3        | 1971 e 1973                   |
| Brian Fowler     | 2        | 1988 e 1989                   |
| Glen Mitchell    | 2        | 1998 e 1999                   |
| Heath Blackgrove | 2        | 2003 e 2004                   |
| Julian Dean      | 2        | 2007 e 2008                   |
| Joseph Cooper    | 2        | 2015 e 2017                   |
| Jason Christie   | 2        | 2016 e 2018                   |

- Em negrito corredores ativos.